# Isole Russell
Le Isole Russell sono un gruppo di isole di origine vulcanica facente parte delle isole Salomone formato da due grandi isole (Pavuvu and Mbanika) e da una settantina di isole minori. Molto diffusa è la coltivazione della noce di cocco, ed esiste una fabbrica di copra ed olio. La popolazione indigena si chiama Lavukal, ma è presente anche una componente polinesiana.
Durante la seconda guerra mondiale la zona fu teatro di intensi combattimenti, in particolare durante la campagna di Guadalcanal.